# Sferinaz
Sférinaz o Sferina, desueto anche Sverinaz (in croato Zverinaz), è una piccola isola dalmata della Croazia, facente parte dell'arcipelago zaratino, nel mar Adriatico centrale. Si trova affiancata ad est della parte settentrionale dell'Isola Lunga, da cui la separa l'omonimo canale (Zverinački kanal). Amministrativamente appartiene al comune di Sale nella regione zaratina.
L'isola venne menzionata una prima volta nel 1421 con lo storico toponimo di Suiran o Suivan (da cui derivano il toponimo croato e la sua traslitterazione italiana moderni) e fu per secoli feudo di alcune nobili famiglie zaratine, tra cui in particolare i Fanfogna, che vi eressero presso il porticciolo un proprio palazzo in stile barocco, una delle più notabili architetture dell'isola.

## Geografia
L'isola occupa una superficie di 4,17 chilometri quadrati e ha uno sviluppo costiero di 14,27 km. Nel 2011 aveva una popolazione di 43 abitanti, concentrata nel piccolo paese omonimo che sorge intorno al porto. Il punto più alto dell'isola è il monte Clissa (Klis), che ha un'altitudine di 111,4 m s.l.m. Due insenature si aprono sulla sua costa sud-occidentale: Sferinaz (uvala Zverinac) e Cablin (Kablin).

### Isole adiacenti
- Scillo[6][8][10][14] o Sillo[12] (Šilo), piccolo isolotto accanto alla sua punta meridionale, ha una superficie di 0,054 km²[1], la costa lunga 0,9 km[1] e l'altezza di 19 m[2] 44°08′36″N 14°56′17″E.
- Spariaspo[5][15], Sparosniak[12] o Sparasgnak[10] (Sparušnjak), piccolo isolotto a sud-est, a circa 820 m[2], con una superficie di 0,035 km²[1], la costa lunga 0,71 km[1] e l'altezza di 16 m[2] 44°08′15″N 14°57′08″E.

## Economia
Il turismo è poco sviluppato a causa dell'assenza di strutture ricettive che si limitano al piccolo porto omonimo, all'approdo di Cablin e ad un ristorante aperto nel periodo estivo.
Le attività economiche dell'isola si limitano sostanzialmente alla pesca e all'agricoltura (in particolare è da segnalare la produzione di olio).
I collegamenti con le altre isole dell'arcipelago e con la terraferma sono assicurati da traghetti interni.

### Cartografia
- (HR) Mappa topografica della Croazia 1:25000, su preglednik.arkod.hr. URL consultato il 27 febbraio 2017.
- G. Giani, Carta prospettiva delle Comuni censuarie della Dalmazia, foglio 2, 1839. Fondo Miscellanea cartografica catastale, Archivio di Stato di Trieste.
- Carta di cabottaggio del mare Adriatico, foglio V, Milano, Istituto geografico militare, 1822-1824. URL consultato l'8 aprile 2017 (archiviato dall'url originale il 23 agosto 2021).